# Khagrachari (distrito)
Khagrachari é um distrito localizado na divisão de Chatigão, em Bangladexe.